# Macropsis scutellata
Macropsis scutellata är en insektsart som först beskrevs av Karl Henrik Boheman 1845.  Macropsis scutellata ingår i släktet Macropsis, och familjen dvärgstritar. Enligt den finländska rödlistan är arten sårbar i Finland. Arten är reproducerande i Sverige. Artens livsmiljö är ruderatmarker, vägrenar och banvallar.